# U30B型柴油机车
U30B型柴油机车是美国通用电气公司于1966年推出的一款柴油机车，也是通用电气公司第一款采用交—直流电传动的柴油机车。

## 开发背景
1950年中期，通用电气公司开始进军干线柴油机车的市场，向市场推出著名的“通用”系列柴油机车（Universal series）。1959年，通用电气公司推出第一款装用FDL16型柴油机的U25B型柴油机车，柴油机额定功率达到了2500马力，成为当时美国国内单机功率最大的四轴柴油机车。由于其优异性能和可靠表现，联合太平洋铁路、賓夕法尼亞鐵路、南太平洋鐵路、紐約中央鐵路、岩岛铁路等一级铁路公司相继订购了U25B型柴油机车。至1960年代中期，面对来自易安迪公司和美国机车公司等机车制造商的激烈竞争，通用电气公司于1966年初又推出2800马力的U28B型柴油机车来应对挑战。
与此同时，当时世界上的电力传动柴油机车已经出现向交—直流电传动发展的趋势，亦即是利用交流发电机和整流装置代替了传统的直流发电机而给牵引电动机供电。受制于直流发电机的整流子换向条件，直流牵引发电机的功率很难超过3000马力，因此采用交流发电机是为了突破直流发电机功率的限制，和取消整流子以减少维修费用。1965年2月，法国国家铁路率先在BB 67000型柴油机车上试验交—直流电传动并取得成功，这是柴油机车发展史上的一个重要里程碑。不久之后，交—直流电传动的柴油机车亦开始在美国投入生产，例如易安迪公司的GP40、SD40型柴油机车，以及美国机车公司的世纪630、世纪430型柴油机车。
1966年5月，通用电气公司试制了301、302号样板车，这两台机车作为U30B型柴油机车的原型车，实际上是3000马力的交—直流电传动版本的U28B型柴油机车。为了便于进行对比试验，通用电气公司又在同年6月试制了采用直流发电机的303、304号样板车。然而，由于当时的主流趋势已经证明直—直流电传动没有发展前途，因此通用电气公司随后将303、304号样板车以U28B型柴油机车的名义出售，即纽约中央铁路的2822号和2823号机车；同时还制造了另外两台采用交流发电机的303、304号样板车。U30B型柴油机车于1966年12月投入批量生产，生产一直持续到1975年3月停产为止，通用电气公司共生产了296台U30B型柴油机车，有十多家美国的一级铁路公司购置了该型机车，但其销量仍不及六轴版本的U30C型柴油机车。同级的后继产品为“Dash 7”系列的B30-7型柴油机车。
U30B型柴油机车是干线货运用的四轴柴油机车，型号当中的“U”代表“通用”系列、“30”代表单节功率为3000马力、“B”代表机车轴式为Bo-Bo。机车采用底架承载的单司机室外走廊式车体结构。根据布置在冷却室两侧的空气滤清器的结构类型，U30B型柴油机车还可以分为第一期和第二期，早期生产的第一期机车均安装油浴式空气过滤器；从1968年起的第二期机车的下部散热器进风口改用纸质滤清器，而上部散热器进风口则仍然使用油浴式过滤器。两台二轴转向架可按客户需要选用AAR标准的B型转向架或通用电气的FB2型浮动摇枕式转向架，甚至是从已报废易安迪机车换下来的布贝格B型转向架。机车装用一台16气缸、四冲程、涡轮增压的FDL16型中速柴油机，额定功率为3000马力。传动系统采用交—直流电传动，柴油机直接驱动一台GTA-11型三相交流同步发电机，发出的三相交流电经硅二极管整流器整流为直流电后，供给四台并联的GE-752型串励直流牵引电动机。

## 初始客户
| 铁路公司                 | 数量 | 机车编号               | 备注 |
| ------------------------ | ---- | ---------------------- | --- |
| 大西洋海岸铁路           | 4    | 975～978               | 大西洋海岸铁路公司于1967年被兼并后，这批机车被海岸沿海铁路继承，机车编号变更为1700～1703。 |
| 切萨皮克和俄亥俄铁路     | 33   | 8200～8222、8225～8234 | |
| 芝加哥，伯靈頓和昆西鐵路 | 5    | 150～154               | 后来被转售予伯林顿北方铁路，机车编号变更为5480、5481、5483。 |
| 密尔沃基铁路             | 5    | 6005～6009             | |
| 通用电气（原型车）       | 4    | 301～304               | 这四台原型车后来被作为通用电气公司的试验平台，先后被改造成U33B、U36B型柴油机车的原型车。303、304号机车于1971年恢复为U30B型柴油机车并交付西太平洋铁路，301、302号机车于1972年恢复为U30B型柴油机车并交付切萨皮克和俄亥俄铁路。 |
| 伊利诺伊中央铁路         | 6    | 5000～5005             | |
| 路易斯维尔和纳什维尔铁路 | 5    | 2500～2509             | |
| 纽约中央铁路             | 58   | 2830～2857、2860～2889 | |
| 诺福克和西方铁路         | 110  | 1930～1964、8465～8539 | |
| 圣路易斯－旧金山铁路     | 31   | 832～862               | 后来被转售予伯灵顿北方铁路，机车编号变更为5482、5771～5798。 |
| 海岸航空铁路             | 15   | 800～814               | 海岸航空铁路公司于1967年被兼并后，这批机车被海岸沿海铁路继承，机车编号变更为1704～1719。 |
| 西太平洋铁路             | 19   | 751～769               | |

## 车辆保存
- 伯灵顿北方铁路5789号机车被保存于俄亥俄州韋恩縣的奥维尔铁路遗产协会（Orrville Railroad Heritage Society）。
- 西太平洋铁路751号机车被保存于加利福尼亚州波托拉的西太平洋鐵路博物館。

## 参看
- U28B型柴油机车
- U33B型柴油机车
- U30C型柴油机车